# Крайка
Крайка (на албански: Krajkë) е село в Албания, в община Булкиза (Булчица), административна област Дебър.

## География
Селото е разположено в областта Грика Маде.

## История
След Балканската война в 1912 година селото попада в Албания.
В 1915 година, по време на Първата световна война, селото е анексирано от Царство България. Към 1 март 1916 година Крайка е част от Зърчанската община на българската Дебърска околия.
До 2015 година е част от община Зерчан.